# Swicbrachtinghausen
Koordinaten: 51° 26′ 45″ N, 8° 57′ 44″ O
Swicbrachtinghausen ist eine Wüstung in der Gemarkung von Rhoden in der nordhessischen Stadt Diemelstadt.

## Geographische Lage
Der Ort lag auf etwa 276 Meter über Normalhöhennull, südwestlich von Rhoden, am Bach Goldborn, der dort entlang dem Südwestfuß des 340 m hohen Heimbergs der Orpe zufließt.

## Geschichte
Die Schreibweise des Ortsnamens erscheint in urkundlichen Erwähnungen in wechselnder Form:
- Swicpechtinchusen (1107–1128)
- Suitbehtinghusun (1107–1128)
- Svicbrachtinchusen (1304)
- Smebrachtinchusen (1305)
- Simbbrachtinchosen (1350).

Zur Zeit des Abts Erkenbert verzeichnete die Reichsabtei Corvey eine Hufe in Swicbrachtinghausen, die der Propstei Marsberg zugewiesen war. An anderer Stelle im Registrum Erkenberti verzichtete ein gewisser Heinrich auf sein Lehen des Klosters, u. a. zwei Hufen in Swicbrachtinghausen. 1298 gaben Abt Heinrich und der Konvent des Klosters Corvey ihre Zustimmung zu der Schlichtung des Streites zwischen den Ministerialen des Klosters Albert von Mühlhausen und seinen Schwestersöhnen Hermann von Hesperinghausen und Hugo von Allenhausen um Besitzungen in Hesperinghausen, Helmighausen, Swibrechtshausen, Recklinghausen und auf dem Sike. 1304 belehnte Graf Otto von Waldeck Johann und Hermann von Billinchusen und Albert von Mühlhausen und ihre Söhne und Töchter mit allen Gütern zu Hesperingshausen, Helmshausen, Recklinghausen, Swibrechtshausen und Sike. Um 1350 hatten die Herren von Brobeck Güter in Swibrachtinghausen von der Abtei Corvey zu Lehen.